# Georgi Petrowitsch Tschistjakow
Georgi Petrowitsch Tschistjakow (russisch Георгий Петрович Чистяков; * 4. August 1953 in Moskau; † 22. Juni 2007 in Moskau) war russisch-orthodoxer Priester, Theologe, Historiker und Altphilologe.

## Biografie
Georgi wurde als Kind von Pjotr Georgijewitsch Tschistjakow († 1987) und Olga Nikolaewna († 25. Jänner 2008) geboren. Sein Vater war Mathematiklehrer an der Militärakademie für Ingenieure der Luftstreitkräfte „Prof. N. J. Schukowski“, seine Mutter Dozentin an der Fakultät für Biologie an der Lomonossow-Universität.
Von 1970 bis 1975 studierte er an der historischen Fakultät der Moskauer Lomonossow-Universität. 1983 promovierte er mit einer Dissertation über Pausanias mit dem Titel Труды Павсания как исторический источник (Die Werke des Pausanias als historische Quelle). Von 1975 bis 1993 unterrichtete er an der Moskauer staatlichen linguistischen Universität Latein und Altgriechisch, außerdem hielt er Einführungen in die Romanistik und romanische Sprachen. Von 1985 bis 1999 hielt er am Moskauer Institut für Physik und Technologie Vorlesungen über biblische-, theologie- und kirchengeschichtliche Themen und hatte von 1983 bis 1999 den Lehrstuhl für Geschichte der Kultur inne. Von 1991 bis 2002 war er auch auf der Staatlichen Universität für Humanwissenschaften tätig. Außerhalb von Russland hielt Tschistjakow Lehrveranstaltungen in Italien, Frankreich, Italien und den USA ab. Ab dem Jahr 2000 leitete er die Abteilung für religiöse Literatur der Allrussischen staatlichen Bibliothek für ausländische Literatur.

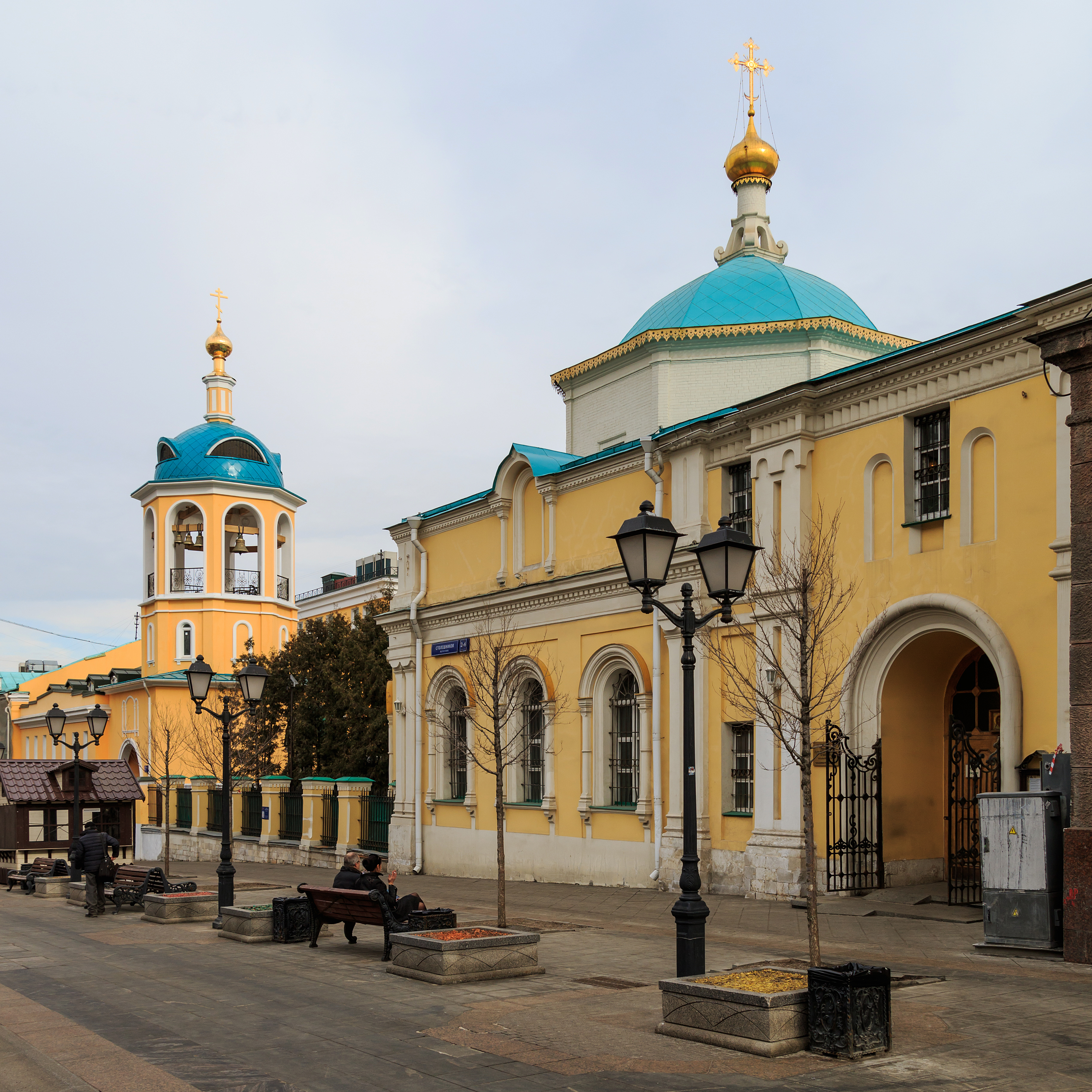
In dieser Kirche diente Tschistjakow als Priester

1992 wurde Tschistjakow zum Diakon geweiht, die Priesterweihe folgte 1993. Seinen Dienst verrichtete er ab der Weihe in der Kirche zu den Heiligen Cosmas und Damian im Zentrum von Moskau. Ab 1994 war er auch Vorsteher einer Kirche in einem Kinderkrankenhaus. Nach einer Krebserkrankung starb Tschistjakow im 54. Lebensjahr.

## Tätigkeit
Neben seiner Tätigkeit als akademischer Lehrer war Tschistjakow Mitglied in verschiedenen wissenschaftlichen Vereinigungen und arbeitete bei verschiedenen Zeitschriften mit, so etwa auch bei der in Mailand erscheinenden La Nuova Europa.
Als Seelsorger war Tschistjakow im Kinderkrankenhaus tätig, in das Kinder und Eltern aus ganz Russland kamen. Daneben wurden viele Predigten und Ansprachen des Priesters aufgezeichnet und teilweise auch im Radio gesendet.

## Werke
Tschistjakow übersetzte altgriechische, lateinische und italienische Schriftsteller ins Russische, wie etwa Plutarch, Titus Livius oder Niccolò Machiavelli, weiters stammen von ihm über 200 meist wissenschaftliche Aufsätze und einige Bücher – diese vor allem zu religiösen Themen.
Bücher:
- Римские заметки. Nell’ombra di Roma (Römische Aufzeichnungen. Im Schatten Roms), 2003.
- Над строками Нового Завета (Auf den Zeilen des Neuen Testaments), 2000
- Свет во тьме светит  (Размышления о Евангелии от Иоанна) (Das Licht leuchtet in der Finsternis, Gedanken zum Johannesevangelium), 2001
- Размышления с Евангелием в руках (Gedanken mit dem Evangelium in der Hand), 1997.
- На путях к Богу живому (Auf den Wegen zum lebendigen Gott), 2000
- В поисках вечного града (Auf der Suche nach der ewigen Stadt), 2002
- Господу помолимся  Размышления о церковной поэзии и молитвах (Lasset uns beten zum Herrn. Gedanken zu kirchlicher Poesie und Gebeten), 2001
- Путь, что ведёт нас к Богу (Der Weg, der uns zu Gott führt), 2010[4]